# Ambazonie
Cet article possède un paronyme, voir Amazonie.
République fédérale d'Ambazonie
(en) Federal Republic of Ambazonia 
L'Ambazonie, en forme longue la république fédérale d'Ambazonie, également appelée Amba Land (en anglais : Ambazonia, Federal Republic of Ambazonia et Amba Land), est un État autoproclamé dans les deux régions anglophones du Cameroun, le Nord-Ouest et le Sud-Ouest, depuis le 1er octobre 2017.

## Étymologie
Selon le Dictionnaire de l'origine des noms et surnoms des pays africains :

« Le nom Ambazonia a été préféré à Southern British Cameroons afin de ne pas confondre cette zone avec la région territoriale du sud (Southern Cameroon). Les « autonomistes ambazoniens » avaient à cœur de trouver un nom local afin de bannir « Cameroun » qu'ils considéraient comme le symbole du lourd fardeau de l'héritage colonial. Pour cela, ils ont fouillé dans les livres d'histoire et inventé le nom Ambazonia. Celui-ci dérive d'Ambas, nom donné à la région de l'embouchure du fleuve Wouri. »

## Histoire

### Période coloniale (1858-1961)
En 1858, le missionnaire britannique Alfred Saker fonde un comptoir commercial dans la baie d'Ambas, plus tard nommée Victoria. En 1884, le Royaume-Uni établit un protectorat dont la capitale est Victoria (actuel Limbé). Il fut ensuite cédé à l'Empire allemand, qui l'incorpore à son protectorat du Cameroun (Kamerun). Après la défaite de l'Allemagne lors de la Première Guerre mondiale, la partie occidentale de l'ancien protectorat allemand (1⁄5 du territoire), est placée sous mandat britannique jusqu'en 1961.

### Décolonisation, abolition du fédéralisme et malaise anglophone (1961-2001)
Le Cameroun méridional est la partie sud du Cameroun britannique, qui est rattaché à la république du Cameroun (anciennement sous mandat français) en 1961 pour former la « république fédérale du Cameroun ». Cela fait suite à un référendum au cours duquel le Cameroun septentrional, la partie nord du territoire, choisit d'intégrer le Nigeria. En 1972, à la suite d'un référendum constitutionnel, le président camerounais Ahmadou Ahidjo supprime l'État fédéral et le remplace par un État unitaire.
Le passage d'un État fédéral à un État unitaire conduit à l'émergence de revendications identitaires de la part de la minorité anglophone, qui représente 20 % de la population,. Cette transition est perçue par certains anglophones comme une trahison et le début de leur « marginalisation » au sein de l'État. Au début des années 1990, alors que le pays revenait au multipartisme, le mouvement All Anglophone Congress (AAC) conteste la légitimité du référendum de 1972 et propose le retour au fédéralisme tandis que des mouvements plus radicaux appellent à la sécession,. En avril 1993, à la suite d'une conférence de l'AAC, la « Déclaration de Buéa » est publiée. Elle énumère les nombreux griefs des anglophones à l'égard du pouvoir central et appelle à un retour à l'État fédéral.
Face au refus du gouvernement de discuter d'un retour au fédéralisme, le Cameroon Anglophone Movement (CAM), l'une des plus grandes associations affiliées au mouvement AAC, déclare l'indépendance des régions anglophones le 3 décembre 1993. Cette position est soutenue par une deuxième conférence qui se tient à Bamenda en 1994. Cette dernière déclare que si le gouvernement « persiste dans son refus d'engager des réformes constitutionnelles substantielles, ou ne les réalise pas dans un laps de temps raisonnable », elle proclamera « l'indépendance du Southern Cameroons, en prenant toutes les mesures nécessaires pour défendre et préserver la souveraineté et l'intégrité territoriale de celui-ci ».
En 1995, le Conseil national du Cameroun méridional (CNCM), un parti politique qui appelle à la sécession voit le jour. En décembre 1999, ses membres prennent le contrôle d'une station locale de la Cameroon Radio Television (CRTV) à Buéa et proclament l'indépendance de la « république du Cameroun méridional ». Le 1er octobre 2001, à l'occasion du 40e anniversaire de la réunification du Cameroun, une manifestation pacifique organisée par des séparatistes dans les villes de Kumbo et Bamenda est violemment réprimée par la police. Au moins trois militants sont tués et cinq sont blessés à Kumbo. Des leaders séparatistes sont arrêtés.

### De la crise socio-politique au conflit armé (depuis 2016)
En novembre 2016, des enseignants déplorent la nomination de francophones dans les régions anglophones et des juristes rejettent la suprématie du droit romain sur la common law. La majorité des leaders de la contestation appellent à un retour au fédéralisme, tandis qu'une minorité réclame l'indépendance et la proclamation d'un nouvel État, « l'Ambazonie ». Le président Paul Biya, au pouvoir depuis 1982, et son Premier ministre Philémon Yang refusent d'accepter ces deux exigences. Dès décembre 2016, les manifestations en zone anglophone, réprimées par les forces de l'ordre, font les premiers morts parmi les civils. D'autres suivront lors de manifestations, durement réprimées par les forces de l'ordre.
Le 17 janvier 2017, plusieurs leaders anglophones à l'origine des manifestations sont arrêtés et inculpés d'« actes de terrorisme ». Paul Biya abandonne les poursuites en août. Entre janvier et mars, Internet est coupé dans les régions anglophones. Le 1er octobre, au moins 17 personnes sont tuées lors d'une proclamation symbolique d'indépendance par les séparatistes. Fin 2017, une frange séparatiste radicale de la minorité anglophone, prend les armes. Dispersée en plusieurs groupes, elle attaque les forces de sécurité et les symboles de l'État, comme les écoles, qu'ils incendient. Ils enlèvent également des policiers, des fonctionnaires et des hommes d'affaires, parfois étrangers. En 2018, les combats entre soldats et séparatistes deviennent quasi-quotidiens, faisant 170 morts parmi les forces de sécurité et « au moins 400 civils » selon le centre d'analyse International Crisis Group (ICG). Environ 200 000 personnes ont été contraintes à fuir de chez elles.
Le 5 janvier 2018, des membres du gouvernement intérimaire de l'Ambazonie, dont le leader Sisiku Julius Ayuk Tabe, sont arrêtés au Nigeria et extradés vers le Cameroun. En février 2018, Samuel Ikome Sako devient le président intérimaire de l'Ambazonie, succédant temporairement à Sisiku Julius Ayuk Tabe. Sous sa présidence, le conflit s'intensifie et s'étend à l'ensemble des régions anglophones. Le 31 décembre 2018, il déclare que 2019 verra le passage d'une guerre défensive à une guerre offensive, les séparatistes s'efforçant d'obtenir une indépendance de facto sur le terrain.
En avril 2019, Sisiku Julius Ayuk Tabe refuse de se présenter à son procès au Cameroun,. Le 20 août 2019, le tribunal militaire de Yaoundé condamne Sisiku Julius Ayuk Tabe et neuf autres de ses partisans à la prison à perpétuité.
Le 9 février 2020, les élections législatives et municipales donnent lieu à un regain de violence dans les régions anglophones, autour de la tentative d'indépendance de l'Ambazonie. Les groupes séparatistes promettent des représailles à ceux qui votent et, en réponse, le gouvernement camerounais renforce sa présence militaire dans la région. Selon l'ONG Human Rights Watch (HRW), au cours des deux semaines précédant les élections, les rebelles séparatistes enlèvent plus d'une centaine de personnes dans les deux régions anglophones, tandis que les forces de sécurité commettent de nombreux abus de pouvoir. Le jour du scrutin, les rebelles séparatistes empêchent l'accès aux bureaux de vote. Si la participation électorale est faible dans tout le Cameroun, y compris dans les régions francophones, la participation dans les régions anglophones est probablement encore plus faible, en raison des menaces, de la violence et du blocage des urnes, bien que le gouvernement n'ait pas communiqué officiellement le taux de participation ou les résultats de ces régions.
Les violences dans les régions anglophones se poursuivent après les élections. Le 14 février 2020, 23 civils, dont quinze enfants et une femme enceinte, sont massacrés dans le village de Ntumbaw au Nord-Ouest du Cameroun. L'opposition, notamment le Mouvement pour la renaissance du Cameroun (MRC) et des ONG locales accusent l'armée et le gouvernement central d'avoir perpétré ce massacre. Le 18 février, l'armée camerounaise admet sa responsabilité, avançant une explication controversée selon laquelle les soldats auraient été attaqués par sept terroristes séparatistes et que, lors de la contre-attaque, les soldats auraient accidentellement allumé un incendie responsable de la plupart des morts. Le 21 avril, le régime camerounais reconnait sa responsabilité, expliquant que l'armée et un groupe d'autodéfense allié avaient attaqué les séparatistes, tué cinq d'entre eux, puis s'étaient rendu compte que leur assaut avait également tué accidentellement des femmes et des enfants, et avaient alors décidé d'allumer l'incendie pour tenter de dissimuler leurs actes.
Le 12 janvier 2024, HRW estime qu'au moins 6 000 personnes ont été tuées dans le conflit.
En octobre 2024, plus de 1,8 million de personnes avaient besoin d'une aide humanitaire. Plus de 584 000 personnes ont été déplacées à l'intérieur du pays. Plus de 73 000 sont devenues des réfugiés au Nigeria. Plus de 6 500 personnes ont été tuées.

## Politique

### Gouvernement provisoire et groupes en exil
Les séparatistes affirment que l'Ambazonie est dirigée par le gouvernement intérimaire de l'Ambazonie, en tant que gouvernement provisoire en exil. Cependant, durant le conflit, ce gouvernement en exil s'est divisé à plusieurs reprises, entraînant des luttes internes de légitimité pour diriger l'Ambazonie.
Malgré les conflits au sein du gouvernement intérimaire, ses membres et d'autres activistes en exil conservent une certaine influence sur les groupes séparatistes. Par exemple, les exilés organisent des campagnes de collecte de fonds comprenant l'introduction de leur propre cryptomonnaie, l'AmbaCoin. L'argent ainsi obtenu est ensuite utilisé pour armer les groupes séparatistes sur le terrain. Les commandants de certains groupes opèrent également depuis l'exil,.
Pour créer une cohésion au sein du mouvement séparatiste et renforcer l'idée d'un « État-nation ambazonien », les militants en exil créent également une série d'autres organisations pour soutenir le gouvernement intérimaire. Il s'agit notamment de la FUCACM, de la SCBC TV pour diffuser une information proche de la propagande, et d'un Conseil d'éducation du Cameroun méridional-Ambazonie (CECMA) pour mettre en œuvre un nouveau programme scolaire dans les écoles des zones rebelles.

## Groupes armés

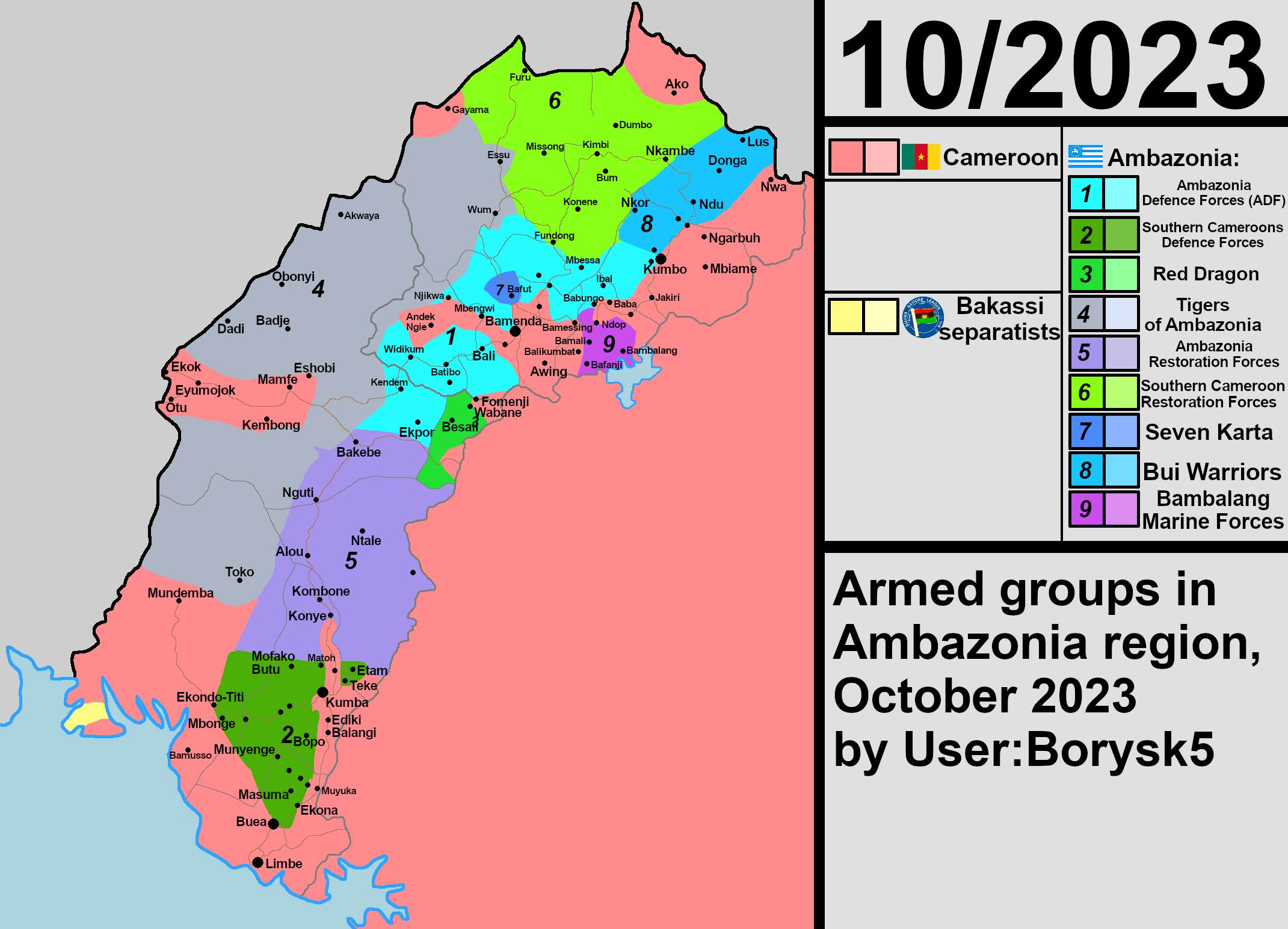
Carte des différents groupes armés actifs dans les régions anglophones en octobre 2023.

Les séparatistes impliqués dans le conflit se considèrent comme fidèles à l'Ambazonie et utilisent les symboles de l'État autoproclamé, mais ils sont divisés en dizaines de groupes, souvent concurrents et aux allégeances changeantes,. Les commandants de ces groupes sont qualifiés de « seigneurs de guerre » par les chercheurs. Les séparatistes sont communément appelés « Amba Boys » ou « Ambazoniens »,. Les groupes varient généralement en taille, allant de petits groupes à des alliances comptant des centaines de membres,,,.
De nombreux groupes de guérilla rejoignent le Conseil d'autodéfense de l'Ambazonie (CAA). Les principaux groupes non-CAA sont les Forces de défense de l'Ambazonie (FDA) et les Forces de défense du Cameroun méridional (FDCM), qui coopèrent avec le CAA à un certain niveau. Il existe également des dizaines de groupes plus petits. Les groupes séparatistes diffèrent considérablement dans leurs objectifs et leurs méthodes, bien qu'ils bénéficient généralement d'un certain niveau de soutien populaire au sein de la population rurale.
Des experts estiment que les groupes séparatistes se tournent davantage vers une économie criminelle en raison des revers subis. Yerima Kini Nsom, rédacteur en chef du bihebdomadaire anglophone The Post, observe que les séparatistes se livrent à des enlèvements et à des extorsions dans les zones rurales où ils se sont repliés. L'historien Raoul Sumo Tayo note une évolution vers le terrorisme pur, avec un nombre croissant d'attentats à la bombe. De plus, les engins explosifs sont utilisés sans discernement. Les vols, le racket, les enlèvements contre rançon, les attaques contre les institutions de microfinance et les particuliers se multiplient.
Un nombre important de séparatistes utilisent également la religion pour justifier leurs actions. Les religions traditionnelles africaines sont importantes pour de nombreux séparatistes, mais des « versets décontextualisés de la Bible et du Coran » sont également utilisés dans les vidéos de propagande. Des chefs rebelles tels que général No Pity laissent entendre publiquement qu'ils bénéficient d'une protection mystique et religieuse pour améliorer leur réputation.

## Géographie
L'Ambazonie est constituée des régions du Nord-Ouest et du Sud-Ouest du Cameroun. Elle est située entre le Nigeria à l'ouest et au nord, le reste du Cameroun à l'est et l'océan Atlantique au sud. Elle couvre une superficie de 43 700 km2 .

## Population

### Démographie
Selon le recensement de 2005, 3 047 032 personnes vivent dans les régions du Nord-Ouest et du Sud-Ouest, soit 17,4 % de la population camerounaise.

### Langues
Les habitants de ces régions parlent l'anglais et le pidgin camerounais, ainsi que leurs langues locales.

### Religions
Les habitants de ces régions sont chrétiens (anglicans, évangéliques et catholiques) ou musulmans.